# بيتر ريد (منافس ألعاب قوى)
بيتر ريد (بالإنجليزية: Peter Reed)‏ هو منافس ألعاب قوى بريطاني، ولد في 21 سبتمبر 1943.

## وصلات خارجية
- بيتر ريد على موقع أوليمبيديا (الإنجليزية)